# Sawin
Sawin è un comune rurale polacco del distretto di Chełm, nel voivodato di Lublino.
Ricopre una superficie di 190,2 km² e nel 2004 contava 5 698 abitanti.